# Ирде
Ирде (нем. Uehrde) — община в Германии, в земле Нижняя Саксония.
Входит в состав района Вольфенбюттель. Подчиняется управлению Шёппенштедт. Население составляет 956 человек (на 31 декабря 2010 года). Занимает площадь 24,33 км².
Коммуна подразделяется на 4 сельских округа.
| Год  | Население |
| ---- | --------- |
| 1990 | 1103      |
| 1995 | 1119      |
| 2000 | 1086      |
| 2005 | 1056      |
| 2010 | 980       |